# Progroup
Progroup ist ein deutscher Wellpappenhersteller mit mehreren Werken in Deutschland, Frankreich, Italien, Polen, Tschechien und dem Vereinigten Königreich. Eigenen Angaben zufolge zählt die Unternehmensgruppe zu den vier größten Produzenten von Wellpappe auf dem europäischen Markt. Die Wellpappenproduktion wird durch drei eigene Papierfabriken in Burg, Eisenhüttenstadt und Sandersdorf-Brehna mit Wellpappenrohpapier beliefert.

## Geschichte
Das Unternehmen wurde 1991 als Prowell GmbH von Jürgen Heindl gegründet und begann 1992 mit der Produktion von Wellpappe im pfälzischen Offenbach an der Queich. In den folgenden Jahrzehnten wurde die Produktionskapazität durch die Errichtung mehrerer neuer Werke stark ausgebaut. Mehrfach wurden Rekorde bezüglich der Anlagengröße und Produktivität aufgestellt. Im tschechischen Rokycany wurde 2002 ein Wellpappenwerk eröffnet, das seinerzeit die größte Wellpappenanlage der Welt beherbergte. Das Prowell-Werk in Schüttorf, das 2006 eingeweiht wurde, war zum Zeitpunkt der Inbetriebnahme das größte Wellpappformatwerk Europas und verfügte über eine jährliche Produktionskapazität von 155.000 Tonnen. Im Jahr 2007 wurde das erste Werk des Unternehmens in Offenbach an der Queich stillgelegt, während in direkter Nähe des alten Standorts das europaweit größte Wellpappwerk für schwere Wellpappe in Betrieb genommen wurde. Im Dezember 2015 wurde mit der EnBW die Übernahme eines Heizkraftwerks in unmittelbarer Nähe der Papierfabrik in Eisenhüttenstadt beschlossen. Die Müllverbrennungsanlage erzeugt jährlich bis zu 1 Million Tonnen Dampf und 160 GWh Strom. Damit kann der Dampfbedarf des Standorts zu 100 % und der Strombedarf der Papiermaschine zu rund 50 % gedeckt werden. Anlässlich des 25sten Firmenjubiläums sagte Ministerpräsidentin Malu Dreyer während einer Festrede, die Progroup AG gehöre zu den Top 5 Unternehmen der Branche und zähle zu den 20 größten Produktionsunternehmen in Rheinland-Pfalz.

## Produktionsstandorte
Das klassische Geschäftsmodell von Progroup baut darauf auf, dass Progroup und seine Kunden unterschiedliche Standorte haben. Progroup beliefert seine Kunden mittels fester Transportpartner oder durch die konzerneigene Logistik. Diese besitzt hierzu 60 Zugmaschinen. Weiterhin bewirbt Progroup „Verpackungspark-Modelle“, bei denen sich der Kunde in der Nähe des Wellpappenwerks ansiedelt oder umgekehrt ein neues Wellpappenwerk gemäß den Anforderungen des Kunden an dessen Standort errichtet wird.

### Liste der Papiermaschinen
Die folgende Tabelle führt alle Papiermaschinen auf, die durch Unternehmen betrieben werden oder deren Inbetriebnahme geplant wurde. Auf den gelisteten Maschinen werden Wellpappenrohpapiere für die Weiterverarbeitung in anderen Werken des Unternehmens produziert.
| Name | Standort           | Inbetriebnahme | Betriebsgeschwindigkeit | Jahresproduktion |
| ---- | ------------------ | -------------- | ----------------------- | ---------------- |
| PM1  | Burg               | 2001           | 1300 m/min              | 415.000 Tonnen   |
| PM2  | Eisenhüttenstadt   | 2010           | 1700 m/min              | 650.000 Tonnen   |
| PM3  | Sandersdorf-Brehna | 08/2020        | 1600 m/min              | 750.000 Tonnen   |

### Liste der Wellpappenanlagen
Die folgende Tabelle führt alle Wellpappenanlagen auf, die durch Unternehmen betrieben werden, betrieben wurden oder deren Inbetriebnahme geplant wurde.
| Name | Standort                | Inbetriebnahme | Stilllegung | Jahresproduktion |
| ---- | ----------------------- | -------------- | ----------- | ---------------- |
| PW01 | Offenbach an der Queich | 1992           | 2007        | ?                |
| PW02 | Douvrin                 | 1996           | -           | 85.000 Tonnen    |
| PW03 | Burg                    | 1998           | -           | 130.000 Tonnen   |
| PW04 | Rokycany                | 2002           | -           | 140.000 Tonnen   |
| PW05 | Schüttorf               | 2006           | -           | 155.000 Tonnen   |
| PW06 | Offenbach an der Queich | 2007           | -           | 170.000 Tonnen   |
| PW07 | Stryków                 | 2009           | -           | 165.000 Tonnen   |
| PW08 | Ellesmere Port          | 2009           | -           | 85.000 Tonnen    |
| PW09 | Plößberg                | 2015           | -           | 90.000 Tonnen    |
| PW10 | Trzcinica               | 2017           | -           | 110.000 Tonnen   |
| PW11 | Drizzona                | 2018           | -           | 95.000 Tonnen    |
| PW12 | Ellesmere Port          | 2019           | -           | 235.000 Tonnen   |
| PW13 | Eisfeld                 | 2019           | -           | 190.000 Tonnen   |
| PW14 | Stryków                 | 2023           | -           | 200.000 Tonnen   |